# カーディナル川
カーディナル川（カーディナルがわ、Cardinal River）とは、北アメリカ大陸の西部を流れる河川。

## 概要
カーディナル川は、カナダのアルバータ州の南西部、カナディアン・ロッキーを流れる短い川の1つである。カーディナル川の源流は、北緯52度54分02秒、西経117度23分02秒の標高2224m地点に存在する。ここはジャスパー国立公園の東部に当たる。ここから概ね東の方向へと流れながら、カナディアン・ロッキーの東側斜面を、幾つかの支流と合流しながら流れ降ってゆく。そして、北緯52度51分52秒、西経116度35分15秒、標高1288m地点でBrazeau Riverへと合流する。
Brazeau Riverはノースサスカチュワン川へ合流する、ノースサスカチュワン川の支流である。

## 名称の由来
カーディナル川は、この地域で皮革製品を取り扱う商人であったジャクエス・カーディナル（Jacques Cardinal）の名にちなんで命名されており、彼の墓はカーディナル川の河岸に存在する
。カーディナル川の周囲にもジャクエス・カーディナルの名にちなんで命名された場所が存在する。

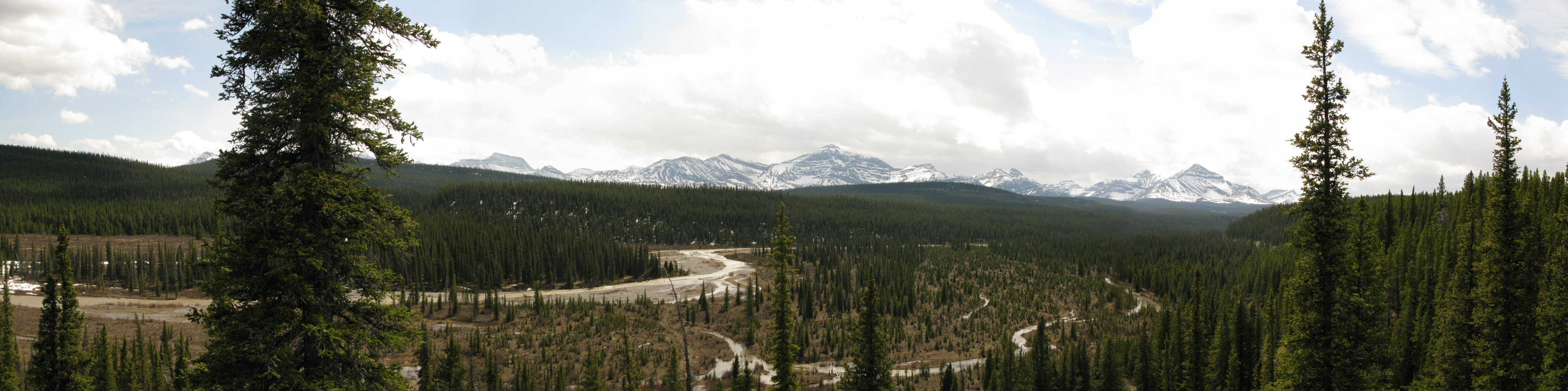
カーディナル川と背後に連なるニカナサン山脈